# 鈴木深
鈴木 深（すずき ふかし、1964年（昭和39年）4月10日） – ）は、日本の編集者。

## 略歴
東京都にて出生。明治大学法学部卒業。アパレルメーカーを経て、小学館に入社後はファッションジャーナリズムに携わり、『Oggi』編集長や、『Precious』、『MEN'S Precious』の編集長などを歴任。2022年より『和樂web』編集長。

## 関連リンク
- FOCUS